# Csabai Lászlóné
Csabai Lászlóné (leánykori neve Rácz Judit; Budapest, 1947. március 24.-) politikus (MSZP), 1994 és 2010 között Nyíregyháza polgármestere.

## Életpályája
Gyermekkorát Budapesten és Földesen töltötte. Debrecenben érettségizett. Tanulmányait a fővárosi felsőfokú élelmiszeripari technikumban folytatta, ahol szaktechnikusi oklevelet szerzett, majd 1975-ben szerzett diplomát az Élelmiszeripari Főiskolán. Itt ismerte meg férjét, akivel Nyíregyházára költözött. Itt a konzervgyárban dolgozott. Házas, két gyermeke van, László és Judit.
1974-től a rendszerváltásig az MSZMP tagja volt, 1986-tól Nyíregyháza tanácselnöke volt. 1989-től az MSZP tagja, 1992-ben a párt nyíregyházi elnökévé választották. 1995 óta elnökségi tag. 1994-ben országgyűlési képviselő lett, de le is mondott, miután megválasztották polgármesterré. 1998-ban újraválasztották, ekkortól az országgyűlési képviselői posztot is betöltötte a polgármesteri mellett. 2002-ben ismét újraválasztották. 2004-ig a lakáspolitikai kormánybiztos tisztségét is betöltötte. A Baloldali Önkormányzati Közösség (BÖK)  országos alelnöke és a Megyei Jogú Városok Szövetségének társelnöke volt. 2000-től az országos elnökség tagja. A 2006-os önkormányzati választáson ismét polgármesterré választották. 2010-ben nyugdíjba ment, az önkormányzati választás után Kovács Ferenc váltotta a polgármesteri poszton.

## Díjai, elismerései
- 2000-ben az Év Polgármesterévé választották.
- Lánchíd-díj